# Петров, Александр Владимирович (дипломат)
Александр Владимирович Петров (бел. Пятроў Аляксандр Уладзіміравіч; род. 14 ноября 1958, Ахтубинск,  Астраханская область, РСФСР, СССР) — белорусский дипломат.

## Биография
Родился в г. Ахтубинске.
До 5 октября 1995 года начальник управления по делам Содружества Независимых Государств Аппарата Кабинета Министров Республики Беларусь.
С 20 января 1999 года до 8 мая 2001 года был заместителем Министра иностранных дел — генеральным секретарём Министерства иностранных дел Республики Беларусь.
8 мая 2001 года назначен Чрезвычайным и Полномочным Послом Республики Беларусь в Республике Болгария. На посту посла оставался до 8 сентября 2005 года.